# Eleasar Borissowitsch Solnzew
Eleasar Borissowitsch Solnzew  (russisch Елизар Борисович Солнцев; * 1900; † 1936)
war ein russischer Historiker und Ökonom.

## Biographie
Solnzew studierte Geschichte und Ökonomie am Institut der Roten Professur. Er arbeitete mehrere Jahre bei sowjetischen Handelsgesellschaften in Deutschland und den USA.
Während seiner Zeit in den USA arbeitete Solnzew mit Max Eastman bei der Herausgabe der Schriften Trotzkis und der Linken Opposition zusammen.
Nach der Rückkehr in die Sowjetunion wurde er 1928 zu einer fünfjährigen Haft im Lager Werchneuralsk verurteilt. Im September 1935 wurde er erneut zu 5 Jahren Haft verurteilt. Um durchzusetzen, dass er mit seiner Familie zusammen leben könnte, trat er in den Hungerstreik. Durch diesen geschwächt, starb Solnzew 1936 an den Folgen einer Infektion.